# Gross Düssi
Gross Düssi lub Düssistock (romansz Piz Git) – szczyt w Alp Glarneńskich, części Alp Zachodnich. Leży w Szwajcarii, na granicy kantonów Uri i Gryzonia. Należy do podgrupy Alp Glarneńskich właściwych. Szczyt można zdobyć ze schroniska Hüfihütte (2334 m) lub Hinterbalmhütte (1817 m).
Pierwszego wejścia dokonali Arnold Escher von der Linth i Gedeon Tresch w 1841 r.